# Studengora (2003.)
Studengora (eng. Cold Mountain) film je redatelja Anthonyja Minghelle zasnovan na istoimenom romanu Charlesa Fraziera. Iako je radnja filma smještena u Okrugu Haywood, Sjeverna Karolina, većinom je film snimljen na području Transilvanije, regiji Rumunjske.

## Sinopsis
W.P. Inman je mladi vojnik, koji upoznaje Adu, zaljubi se u nju, no odnos im se pogorša nakon što on krene u rat. Nakon bezbroj bitaka i gubitaka prijatelja, i vidjevši da Konfederacija gubi, Inmanu dojadi stanje rata, te se pješke zaputi prema Hladnoj planini (Cold Mountain), u području Sjeverne Karoline i prema ženi koju voli. No, Ada je gradska žena koja se nedavno preselila na ruralnu farmu gdje je nedavno umro njen otac, i pokušava sačuvati farmu od propasti zajedno s Ruby, jer su svi muškarci u ratu. Ada i Ruby imaju i susrete s muškarcima, koji nisu otišli u rat, već su ostali u svojoj zemlji, te sada hvataju ratne dezertere za vojsku. S tim će muškarcima i sam Inman imati problema.

## Glumačka ekipa
- Jude Law kao Inman
- Nicole Kidman kao Ada Monroe
- Renée Zellweger kao Ruby Thewes
- Eileen Atkins kao Maddy
- Brendan Gleeson kao Stobrod Thewes
- Phillip Seymour Hoffman kao Otac Veasey
- Natalie Portman kao Sara
- Giovanni Ribisi kao Junior
- Donald Sutherland kao Otac Monroe
- Ray Winstone kao Teague
- Kathy Baker kao Sally Swanger
- James Gammon kao Esco Swanger
- Charlie Hunnam kao Bosie
- Jack White kao Georgia
- Ethan Suplee kao Pangle
- Jena Malone kao Ferry
- Melora Walters kao Lila
- Lucas Black kao Oakley
- Taryn Manning kao Shyla
- Emily Deschanel kao gospođa Morgan
- Robin Williams kao gospođa Castlereagh

## Zanimljivosti
W. P. Inman (njegovo puno ime jest William Pinkney, iako to nikad nije spomenuto u filmu) je bila autentična osoba iz Hladne planine koja je služila konfederacijskoj vojsci, iz koje je dezertirao dvaput, i najvjerojatnije je pokopan na lokalnom groblju. Njegovi budući naraštaji i dalje žive na tim područjima.

## Nagrade
Glumica Renée Zellweger je osvojila nagradu Oscar za najbolju sporednu glumicu.
Osim toga film je bio nominiran za Oscare, no nagrade nije dobio:
- Oscar za najbolje postignuće u kinematografiji (John Seale)
- Oscar za najboljeg glavnog glumca (Jude Law)
- Oscar za najbolju pjesmu (T-Bone Burnett i Elvis Costello ; pjesma "The Scarlet Tide")
- Oscar za najbolju pjesmu (Sting za pjesmu "You Will Be My Ain Tru Love")